# کونچزیو
کونچزیو (به ایتالیایی: Concesio) یک کومونه در ایتالیا است که در استان برشا واقع شده‌است.

## خصوصیات
کونچزیو ۱۹ کیلومترمربع مساحت و ۱۵٬۰۸۷ نفر جمعیت دارد و ۲۱۶ متر بالاتر از سطح دریا واقع شده‌است.